# Mortęgi

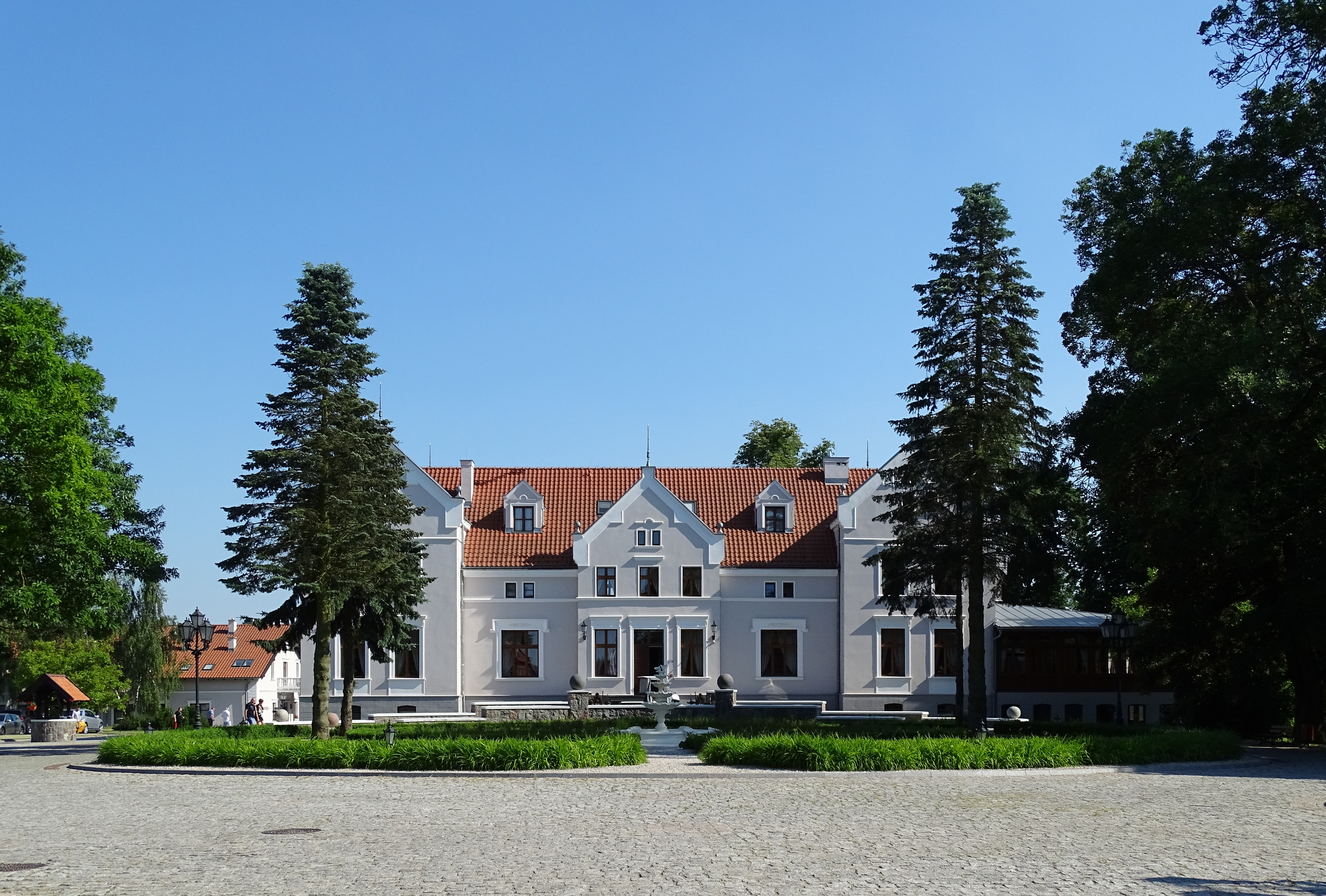
El palacete.

Mortęgi [pronunciación en polaco: /mɔrˈtɛnɡi/] (en alemán: Mortung) es un pueblo ubicado en el distrito administrativo de Gmina Lubawa, dentro del Condado de Iława, Voivodato de Varmia y Masuria, en Polonia del norte. Se encuentra aproximadamente a 5 kilómetros al suroeste de Fijewo (la sede de gmina), a 19 kilómetros al sureste de yoława, y a 62 kilómetros al suroeste de la capital regional Olsztyn.
El pueblo tiene una población aproximada de 600 habitantes.